# Louisa Grauvogel
Louisa Grauvogel (* 28. September 1996 in Neunkirchen, Saarland) ist eine ehemalige deutsche Leichtathletin, die sich auf den Siebenkampf spezialisiert hatte. Grauvogel trat aber auch in Einzeldisziplinen an. Ihre besondere Stärke war der Hürdenlauf.

## Berufsweg
Grauvogel war am Gymnasium Ottweiler und wechselte zur Förderung ihrer sportlichen Fähigkeiten 2011 an das Sportgymnasium am Rotenbühl in Saarbrücken, eine Eliteschule des Sports, die die Einrichtungen der Hermann-Neuberger-Sportschule nutzt. 2016 machte sie dort Abitur und nahm ab September mit einem Vollstipendium ein Studium an der University of Georgia (UGA) auf. Zunächst hatte Grauvogel den Berufswunsch Ärztin zu werden, und beabsichtigte dann in Biochemie Examen zu machen, weshalb sie im Oktober 2018 begann an der Universität zu Köln zu studieren.

## Sportliche Karriere
Grauvogel war seit ihrem vierten Lebensjahr bei ihrem Heimatverein TV Ottweiler aktiv, wo sie neben der Leichtathletik auch turnte und Handball spielte, bis sie sich 2011 auf die Leichtathletik spezialisierte.
2011 wurde Grauvogel bei den Deutschen Schüler-MK-/Blockmehrkampfmeisterschaften im Sportzentrum Cottbus deutsche W15-Meisterin mit neuem saarländischen Rekord von 3981 Punkten im Siebenkampf und brach dabei auch mit 11,56 Sekunden den 22 Jahre alten Schülerinnenrekord im 80-Meter-Hürdenlauf. Grauvogel wurde auch süddeutsche Meisterin der Schülerinnen W15 im Siebenkampf sowie über 300 Meter Hürden und holte sich die Vizemeisterschaft im Weitsprung, Speerwurf und über 100 Meter. Insgesamt stellte sie fünf Saarland-Rekorde auf: Im Siebenkampf, mit mehr als 200 Punkten über dem zehn Jahre alten Rekord, über 80 Meter Hürden, 300 Meter, 300 Meter Hürden und im Blockwettkampf.
2012 belegte Grauvogel mit 5289 Punkten den ersten Platz bei der Mehrkampf Qualifikation des DLV in Mannheim, musste jedoch bei den Deutschen Mehrkampfmeisterschaften in Hannover ihren U18-Siebenkampf verletzungsbedingt abbrechen. Mit 5289 Punkten führte sie am Jahresende beim Siebenkampf die deutsche Jahresbestenliste der U20 an.
2013 kam Grauvogel bei den Deutschen Hallenmehrkampfmeisterschaften beim Fünfkampf in der Altersgruppe U18 auf den 6. Platz. Mit neuem deutschen U18-Rekord von 5692 Punkten schaffte sie die Qualifikation im Siebenkampf für die U18-Weltmeisterschaften in Donetsk (Ukraine), wo sie den 3. Platz belegte. Damit holte Grauvogel die erste Medaille für den Saarländischen Leichtathletikbund bei der U18-WM überhaupt, und mit 5581 Punkten fehlten ihr lediglich 9 Punkte zur Silbermedaille. Mit 5692 Punkten im internationalen Siebenkampf (mit 200 m) war Grauvogel am Jahresende in der deutschen Jahresbestenliste der U18 auf Rang 2 und auf Rang 11 der deutschen Jahresbestenliste der Frauen.
2014 belegte Grauvogel bei den Deutschen Hallenmehrkampfmeisterschaften beim Fünfkampf in der Altersgruppe U20 auf den 3. Platz und kam mit 5621 Punkten im Siebenkampf bei den U20-Weltmeisterschaften in Eugene (Oregon) auf den 5. Platz.
Mit den 5621 Punkten von Eugene war Grauvogel am Jahresende in der deutschen Jahresbestenliste der U20 auf Rang 2 und auf Rang 11 der deutschen Jahresbestenliste der Frauen.
2015 stellte Grauvogel persönliche Bestleistungen bereits während der Qualifikationsrunden in Kreuztal und Bernhausen für die U20-Europameisterschaften in Eskilstuna (Schweden) auf, wo sie dann Bronze im Siebenkampf holte. Über die 800 Meter lief sie in Schweden in 2:17,42 min erneut Bestzeit. Mit der persönlichen Bestleistung von 5747 Punkten in Bernhausen war Grauvogel am Jahresende in der deutschen Jahresbestenliste der U20 wieder auf Rang 2 und auf Rang 9 der deutschen Jahresbestenliste der Frauen.
Ab 2016 gehörte Grauvogel der Altersklasse U23 an, in der es keine Welt- oder Europameisterschaften gibt, und so konnte sie sich auf ihr Abitur konzentrieren. Mit ihren 5682 Punkten beim Mehrkampf-Meeting in Marburg am 21. und 22. Mai war Grauvogel am Jahresende in der deutschen Jahresbestenliste der U23 auf Rang 2 und auf Rang 8 der deutschen Jahresbestenliste der Frauen. Während ihres Auslandsstudiums seit September bestritt sie zahlreiche Wettkämpfe mit dem College-Team der University of Georgia (UGA).
2017 kam Grauvogel als Freshman in der Hallensaison bei den Arkansas Razorback Indoor Invitational im Januar in Fayetteville (Arkansas) mit 3956 Punkten im Fünfkampf auf den 4. Platz und im Februar mit Saisonbestleistung von 4187 Punkten bei den SEC Indoor Track & Field Championships in Tennessee auf den 5. Platz. Damit übertraf sie ihren eigenen Saarlandrekord der Frauen im Hallenfünfkampf von 3860 Punkten. Im Siebenkampf belegte sie im April beim Spec Towns Invitational and Bulldog Heptathlon/Decathlon an ihrem Studienort in Athens (Georgia) mit persönlicher Bestleistung von 5616 Punkten den 2. Platz. Im Mai erreichte Grauvogel bei den SEC Outdoor Track & Field Championships in Knoxville (Tennessee) mit 5595 Punkten den 5. Platz. In den Ferien trat sie in Deutschland an. Grauvogel wurde im 100-Meter-Hürdenlauf Deutsche U23-Meisterin und belegte in dieser Disziplin bei den Deutschen Meisterschaften, ihren ersten nationalen Titelkämpfen bei den Aktiven, den 5. Platz. Mit 5616 Punkten war sie am Jahresende in der deutschen Jahresbestenliste der U23 auf Rang 5 und auf Rang 9 der deutschen Jahresbestenliste der Frauen.
2018 holte Grauvogel als Sophomore in der Hallensaison bei den Arkansas Razorback Indoor Invitational Ende Januar in Fayetteville (Arkansas) mit persönlicher Bestleistung von 4235 Punkten im Fünfkampf den 2. Platz. Dabei stellte sie nicht nur drei persönliche Einzelhallenbestleistungen auf, über 60 Meter Hürden (8,30 s), im Hochsprung (1,72 m) und über 800 Meter (2:19,56 min), sondern auch einen neuen saarländischen Hallenrekord im Fünfkampf. Kaum vier Wochen später übertraf Grauvogel am 24. Februar mit 4312 Punkten diese Bestmarke bei den SEC Indoor Track & Field Championships in College Station (Texas), wo sie damit den 2. Rang belegte. Wenig später kam Grauvogel am 9. März bei den NCAA-Hallenmeisterschaften an gleichem Ort auf den 5. Platz, wobei sie sich um weitere sechs Zähler auf 4318 Punkte gesteigert hatte. Am 6. April stellte sie an ihrem Studienort Athens (Georgia) einen weiteren Saarlandrekord auf, als sie beim Spec Towns Invitational and Bulldog Heptathlon/Decathlon in 13,16 Sekunden über 100 Meter Hürden beim Siebenkampfauftakt den Landesrekord von Jenna Pletsch aus dem Jahr 2010 um 16 Hundertstel unterbot. Den Siebenkampf beendete Grauvogel am folgenden Tag ebenfalls mit Saarlandrekord, indem sie mit 5.887 Punkten die 32 Jahre Bestmarke von Andrea Breder um 108 Zähler übertraf. Beim Wettkampf gewann sie alle sieben Disziplinen und stellte fünf Bestleistungen auf, und die 5887 Punkte stellen den vierthöchsten Wert der UGA dar. Beim Mehrkampfmeeting in Halle (Saale) folgte eine weitere Steigerung auf 6053 Punkte. Beim Mehrkampf-Meeting Ratingen kam sie auf den 4. Platz und verbesserte sich im Siebenkampf auf 6162 Punkte. Bei den Deutschen Meisterschaften in Nürnberg belegte Grauvogel den 4. Platz über 100 Meter Hürden. Am Finaltag des Siebenkampfes bei den Europameisterschaften in Berlin hatten sie und ihre Siebenkampfkollegin Mareike Arndt auf der Rückfahrt ins Hotel einen Verkehrsunfall, weshalb beide den abschließenden 800-Meter-Lauf nicht mehr bestreiten konnten.
Bei einer Größe von 1,73 m hatte Grauvogel ein Wettkampfgewicht von 59 kg. Am 19. Oktober 2022 gab sie ihr Karriereende bekannt. Am 11. April 2023 erschien eine Fernsehreportage, die die Ursachen und Folgen ihres Ausstiegs aus dem Leistungssport thematisiert.

## Vereinszugehörigkeiten
Grauvogel startete ab 1. Januar 2019 für den TSV Bayer 04 Leverkusen. Zuvor war sie bei der LG Saar 70. Ihr Stammverein war seit ihrem vierten Lebensjahr der TV Ottweiler. Während ihres Auslandsstudiums von September 2016 bis Frühjahr 2018, war sie zudem im College-Team der University of Georgia (UGA).

## Bestleistungen
(Stand: 18. Februar 2019)
Fünfkampf (Halle):
- 4318 Punkte, College Station (USA), 9. März 2018
- 3645 Punkte (U18), Frankfurt-Kalbach, 26. Januar 2013

Siebenkampf (Freiluft):
- 6162 Punkte, Ratingen, 17. Juni 2018
- 5581 Punkte (U18), Donetsk (Ukraine), 13. Juli 2013

## Erfolge
national
- 2011: Deutsche Meisterin der Schülerinnen W15 MK-/Blockmehrkampfmeisterschaften (Siebenkampf)
- 2011: Süddeutsche Meisterin der Schülerinnen W15 (Siebenkampf und 300 m Hürden)
- 2011: Süddeutsche Vizemeisterin der Schülerinnen W15 (Weitsprung, Speerwurf und 100 m)
- 2013: 6. Platz Deutsche U18-Hallenmehrkampfmeisterschaften (Fünfkampf)
- 2014: 3. Platz Deutsche U20-Hallenmehrkampfmeisterschaften (Fünfkampf)
- 2017: Deutsche U23-Meisterin (100 m Hürden)
- 2017: 5. Platz Deutsche Meisterschaften (100 m Hürden)
- 2018: 4. Platz Deutsche Meisterschaften (100 m Hürden)
- 2019: 2. Platz Deutsche Hallenmeisterschaften (4 × 200 m)
- 2019: 3. Platz Deutsche Hallenmeisterschaften (60 m Hürden)

international
- 2013: 3. Platz U18-Weltmeisterschaften (Siebenkampf)
- 2014: 5. Platz U20-Weltmeisterschaften (Siebenkampf)
- 2015: 3. Platz U20-Europameisterschaften (Siebenkampf)
- 2017: 4. Platz Arkansas Razorback Indoor Invitational (Fünfkampf)
- 2017: 5. Platz SEC Indoor Track & Field Championships (Fünfkampf)
- 2017: 2. Platz Spec Towns Invitational and Bulldog Heptathlon/Decathlon (Siebenkampf)
- 2017: 5. Platz SEC Outdoor Track & Field Championships (Siebenkampf)
- 2018: 2. Platz Arkansas Razorback Indoor Invitational (Fünfkampf)
- 2018: 2. Platz SEC Indoor Track & Field Championships (Fünfkampf)
- 2018: 5. Platz NCAA-Hallenmeisterschaften (Fünfkampf)
- 2018: 1. Platz Spec Towns Invitational and Bulldog Heptathlon/Decathlon (Siebenkampf)
- 2018: Teilnahme Europameisterschaften (Siebenkampf)